# Frans Breekpot

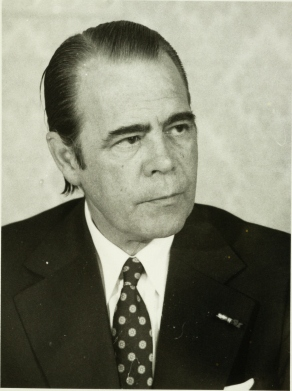
F.A.A.H. Breekpot (1974)

François Alexandre André Henry (Frans, François) Breekpot (Maastricht, 17 november 1913 – Weert, 12 april 2002) was een Nederlands burgemeester van de KVP.
Hij werkte bij de gemeentesecretarie van Posterholt en vlak voordat Nederland in mei 1940 bezet werd door nazi-Duitsland solliciteerde hij naar het burgemeesterschap van Kessel. Vanwege die inval duurde het nog een jaar voor hij daar benoemd werd. In 1942 werd hij alweer ontslagen maar na de oorlog kon hij in zijn oude functie terugkeren. In 1951 werd hij burgemeester van Meerssen en twee jaar later volgde zijn benoeming tot burgemeester van Valkenburg-Houthem. Daarna was hij van juli 1969 tot zijn pensionering eind 1978 burgemeester van Weert. Ten slotte was Breekpot in 1981 nog waarnemend burgemeester van Beek. Hij overleed in 2002 op 88-jarige leeftijd.